# Francisco Pina Polo
Francisco Pina Polo (Zaragoza, 1959) es un español, historiador de la antigüedad, Dr. de la Universidad de Zaragoza (1989) y Dr. h.c. de la Universidad Eötvös Loránd de Budapest (2021).  Pertenece a un grupo de estudiosos llamado «Escuela de Zaragoza». Su investigación se ha centrado en la Roma republicana, habiendo llevado a cabo especialmente estudios sobre política, magistraturas (como el consulado y la cuestura), así como en Hispania y especialmente el valle del Ebro del s. IV a. C. Algunas de sus obras han sido traducidas al alemán.
En 1989, inventarió en su libro Las contiones civiles y militares en Roma la documentación sobreviviente sobre las contiones de la república romana.  En 1999 publicó el libro La crisis de la República (133-44 a. C.).
Realizó investigaciones en el Instituto de Estudios Avanzados en Princeton, Nueva Jersey, de enero a junio de 2012. Imparte clases como profesor en la Universidad de Zaragoza y es considerado por J. P. Castagno y por J. J. Noé de la Universidad Nacional de Rosario como «uno de los referentes más importantes dentro de la historiografía abocada al estudio de la Roma tardorrepublicana».
Es autor del capítulo La gran seductora: Cleopatra, reina y símbolo sexual, que versa sobre Cleopatra VII, en el libro Seduction and Power (Londres, 2013).
En septiembre de 2019 organizó en Zaragoza el simposio The Triunviral Period, Civil War, Political Crisis and Socioeconomic Transformations, fruto del cual surgió el libro del mismo título, editado por Pina Polo y publicado por Editorial Universidad de Sevilla y Prensas Universitarias de Zaragoza en 2020. En noviembre del mismo año fue conferencista de los ciclos de conferencias: Creadores de imperios de la Fundación Juan March.
Es coeditor de la serie de monografías Libera res publica, editada por Prensas de la Universidad de Zaragoza y la Editorial de la Universidad de Sevilla.
La Universidad de Valencia ha caracterizado en 2022 a Pina como «uno de los más prestigiosos especialistas nacionales en política romana».